# Grzegorz Pawłowski (aktor)
Grzegorz Pawłowski (ur. 21 czerwca 1957 w Gdańsku) – polski aktor teatralny i filmowy.

## Życiorys
W 1982 roku ukończył studia na PWST w Krakowie. 17 marca 1978 roku miał miejsce jego debiut teatralny. Występował na scenach następujących teatrów:
- Teatr Dramatyczny w Gdyni
- Teatr im. Ludwika Solskiego w Tarnowie
- Teatr im. Wandy Siemaszkowej w Rzeszowie
- Teatr na Woli w Warszawie
- Teatr Kwadrat w Warszawie
- Lubuski Teatr im. L. Kruczkowskiego w Zielonej Górze
- Teatr Powszechny im. Jana Kochanowskiego w Radomiu
- Teatr Polski w Bielsku-Białej

Występował również w Teatrze Telewizji, m.in. w spektaklu Leonce i Lena jako Kamerdyner (1991).

## Filmografia
- 1987: Wielki Wóz – oficer
- 1987: Śmieciarz (odc. 4)
- 1987: Sala nr 6 – pacjent
- 1988: Zakole
- 1988–1990: W labiryncie – Bohdan Sokół, kolega Derbicha
- 1988: Teatrum wiele tu może uczynić... – Powała
- 1988: Mistrz i Małgorzata (odc. 1 i 3)
- 1988: Królewskie sny – Grzegorz z Sanoka (odc. 6–8)
- 1989: Virtuti – żołnierz
- 1989: Sceny nocne
- 1989: Goryl, czyli ostatnie zadanie... – mężczyzna próbujący z żoną zabrać się samochodem Szefa
- 1990: W środku Europy – Boguś Wysocki
- 1990: Rozmowy o miłości – konferansjer
- 1990: Korczak – asystent Korczaka na Uniwersytecie
- 1990: Jan Kiliński
- 1990: Armelle – pijak
- 1991: Pogranicze w ogniu (odc. 13)
- 1991: Niech żyje miłość
- 1992: Żegnaj Rockefeller – geodeta (odc. 3)
- 1996: Nocne graffiti – mężczyzna na drodze

Dubbing
- 1987: Starcom - kosmiczne siły zbrojne Stanów Zjednoczonych